# Asterolecanium
Genre
Asterolecanium est un genre d'insectes hémiptères de la famille des cochenilles.

## Liste des espèces
- Asterolecanium bambusae (Boisduval, 1869)
- Asterolecanium coffeae Newstead, 1911
- Asterolecanium miliaris (Boisduval, 1869)
- Asterolecanium pseudomiliaris Green, 1922
- Asterolecanium pustulans (Cockerell, 1892)
- Asterolecanium robustum Green, 1908
- Asterolecanium scirrosis Russell, 1941